# Tanc Sade
Tanc Sade (Sydney, 28 luglio 1980) è un attore australiano noto per l'interpretazione di Finn in Una mamma per amica e di Alec Holester in Matador.

## Filmografia parziale

### Cinema
- Tutti i numeri del sesso (Sex and Death 101), regia di Daniel Waters (2007)
- After Sex - Dopo il sesso (After Sex), regia di Eric Amadio (2007)
- Stolen, regia di Simon West (2012)

### Televisione
- Lasciate in pace i koala (Don't Blame the Koalas) – serie TV, un episodio (2002)
- Una mamma per amica (Gilmore Girls) – serie TV, 14 episodi (2004-2006)
- CSI: Miami – serie TV, un episodio (2007)
- CSI: NY – serie TV, un episodio (2007)
- 90210 – serie TV, un episodio (2008)
- The Mentalist – serie TV, un episodio (2010)
- Body of Proof – serie TV, un episodio (2012)
- Sons of Anarchy – serie TV, un episodio (2014)
- Matador – serie TV, 13 episodi (2014)
- Childhood's End – serie TV, un episodio (2015)
- Una mamma per amica - Di nuovo insieme – serie TV, un episodio (2016)
- Roadies – serie TV, 7 episodi (2016)
- Lethal Weapon – serie TV, un episodio (2016)
- Deception – serie TV, 2 episodi (2018)
- The Resident – serie TV, un episodio (2018)
- 1923 – serie TV, 3 episodi (2023)

## Doppiatori italiani
Nelle versioni in italiano delle opere in cui ha recitato, Tanc Sade è stato doppiato da:
- Alessandro Quarta in Tutti i numeri del sesso
- Alessandro Rigotti in CSI: Miami
- Corrado Conforti in CSI: NY
- Davide Garbolino in After Sex - Dopo il sesso
- Emiliano Coltorti in The Mentalist
- Lorenzo Accolla in Sons of Anarchy
- Luigi Scribani in Matador
- Francesco Venditti in Una mamma per amica - Di nuovo insieme
- Guido Di Naccio in Roadies
- Giacomo Doni in 1923